# Nébuleuse de la Barbe à papa
La nébuleuse de la Barbe à papa (Cotton Candy Nebula) est une protonébuleuse planétaire découverte à l'aide d'observations du satellite IRAS. Elle est un bon exemple de protonébuleuse planétaire de type DUPLEX.